# Gran Premio di Francia 1975
Il Gran Premio di Francia 1975 è stata la nona prova della stagione 1975 del Campionato mondiale di Formula 1. Si è corsa domenica 6 luglio 1975 sul Circuito di Le Castellet. La gara è stata vinta dall'austriaco Niki Lauda su Ferrari; per il vincitore si trattò del sesto successo nel mondiale. Ha preceduto sul traguardo il britannico James Hunt su Hesketh-Ford Cosworth e il tedesco Jochen Mass su McLaren-Ford Cosworth.

## Vigilia

### Sviluppi futuri
Il gran premio fu l'occasione per una riunione tra i rappresentanti delle scuderie e la CSI, in merito alle modifiche da adottare sulle vetture per renderle più sicure. La CSI continuava a spingere per un'abolizione degli alettoni.

### Aspetti tecnici
Per questa stagione, dopo due stagioni d'assenza, il gran premio si ridisputò, per la terza volta, sul Circuito Paul Ricard, vicino a Le Castellet, a poca distanza da Marsiglia, nell'alternanza col Circuito di Digione-Prenois.
L'Ensign portò al debutto la N175. La Scuderia Ferrari testò sul Circuito di Fiorano, nei giorni precedenti la gara, col solo Clay Regazzoni, vista l'indisposizione di Niki Lauda, dovuta a un raffreddore.
La Cosworth, fornitrice dei motori per tutte le scuderie, tranne Ferrari e BRM, tentò di recuperare giri (portandoli da 10.400 a 11.000), e potenza (portandola da 470 a 507 cv) studiando un nuovo imbiellaggio del suo DFV, per diminuire le forze d'inerzia agenti sui pistoni. Per gli stessi pistoni vennero studiate delle modifiche. L'Hewland, fornitrice di impianti di cambio per le vetture a motore Ford Cosworth, ne fornì una nuova tipologia, denominata FJ400.

### Aspetti sportivi
Fece il suo esordio sulla terza Tyrrell il pilota francese Jean-Pierre Jabouille mentre un altro transalpino, François Migault, che in stagione aveva già corso con l'Embassy Hill in Spagna e Belgio, trovò un posto alla Williams, sostituendo Ian Scheckter. La Maki diede forfait, ma si ripresentò la Parnelli, sempre con Mario Andretti al volante.

## Qualifiche

### Resoconto
Nella giornata del venerdì il miglior tempo venne fatto segnare da Jean-Pierre Jarier su Shadow-Ford Cosworth, seguito da Jody Scheckter, su Tyrrell, a 11 centesimi, poi Emerson Fittipaldi e Clay Regazzoni. Niki Lauda fu quinto, debilitato dagli antibiotici, a pari tempo col vincitore dell'ultima gara, James Hunt. L'austriaco provò anche il muletto, sul quale erano state montate delle nuove sospensioni. Carlos Reutemann, secondo nel campionato piloti, chiuse con l'ottavo tempo, lamentandosi per un problema alle sospensioni.
La Ferrari 312 T, che dal suo esordio si era dimostrata molto competitiva, soffriva la particolare configurazione del tracciato. Il suo progettista, Mauro Forghieri affermò:
La Shadow invece, pur non velocissima sul dritto, tanto che Jarier toccò i 287 km/h, contro i 306 di Jody Scheckter e i 294 di Lauda, riusciva ad esserlo nei curvoni.
Al sabato Niki Lauda fu capace di conquistare la quinta pole position stagionale, con un tempo di ben quattro decimi inferiore a quello di Jody Scheckter. Il tempo del ferrarista, ottenuto dopo una serie di tre giri veloci in fila, era di ben 55 centesimi inferiore di quello fatto segnare nel 1973 da Jackie Stewart, nell'ultima occasione in cui la F1 aveva utilizzato il tracciato di Le Castellet. A favorire l'austriaco furono il miglioramento delle sue condizioni di salute e alcune modifiche effettuate sulla sua monoposto.
La seconda fila venne conquistata da James Hunt e Jean-Pierre Jarier, la terza da Pace e Tom Pryce. L'altro ferrarista, Clay Regazzoni, chiuse solo undicesimo, staccato di oltre otto decimi da Lauda. Reutemann chiuse in sesta fila, e subito dopo aver tagliato il traguardo, nell'ultimo tentativo, subì la rottura del suo motore. Tra l'altro la Brabham testò, sul muletto di Pace, un particolare alettone anteriore, che di fatto copriva gli pneumatici, per ragioni aerodinamiche. Tale accorgimento però sembrò non rispettare il regolamento tecnico.

### Risultati
Nella sessione di qualifica si è avuta questa situazione:
| Pos | Nº | Pilota                | Costruttore              | Squadra                         | Tempo   | Griglia |
| --- | -- | --------------------- | ------------------------ | ------------------------------- | ------- | ------- |
| 1   | 12 | Niki Lauda            | Ferrari                  | Scuderia Ferrari SpA SEFAC      | 1'47"82 | 1       |
| 2   | 3  | Jody Scheckter        | Tyrrell-Ford Cosworth    | Elf Team Tyrrell                | 1'48"22 | 2       |
| 3   | 24 | James Hunt            | Hesketh-Ford Cosworth    | Hesketh Racing                  | 1'48"25 | 3       |
| 4   | 17 | Jean-Pierre Jarier    | Shadow-Ford Cosworth     | UOP Shadow Racing Team          | 1'48.44 | 4       |
| 5   | 8  | Carlos Pace           | Brabham-Ford Cosworth    | Martini Racing                  | 1'48"48 | 5       |
| 6   | 16 | Tom Pryce             | Shadow-Ford Cosworth     | UOP Shadow Racing Team          | 1'48"48 | 6       |
| 7   | 2  | Jochen Mass           | McLaren-Ford Cosworth    | Marlboro Team Texaco            | 1'48"54 | 7       |
| 8   | 9  | Vittorio Brambilla    | March-Ford Cosworth      | Beta Team March                 | 1'48"56 | 8       |
| 9   | 11 | Clay Regazzoni        | Ferrari                  | Scuderia Ferrari SpA SEFAC      | 1'48"68 | 9       |
| 10  | 1  | Emerson Fittipaldi    | McLaren-Ford Cosworth    | Marlboro Team Texaco            | 1'48"75 | 10      |
| 11  | 7  | Carlos Reutemann      | Brabham-Ford Cosworth    | Martini Racing                  | 1'48"85 | 11      |
| 12  | 23 | Tony Brise            | Hill-Ford Cosworth       | Embassy Racing with Graham Hill | 1'49"21 | 12      |
| 13  | 4  | Patrick Depailler     | Tyrrell-Ford Cosworth    | Elf Team Tyrrell                | 1'49"31 | 13      |
| 14  | 18 | John Watson           | Surtees-Ford Cosworth    | Team Surtees                    | 1'49"70 | 14      |
| 15  | 27 | Mario Andretti        | Parnelli-Ford Cosworth   | Vel's Parnelli Jones Racing     | 1'49"72 | 15      |
| 16  | 21 | Jacques Laffite       | Williams-Ford Cosworth   | Frank Williams Racing Cars      | 1'49"72 | 16      |
| 17  | 5  | Ronnie Peterson       | Lotus-Ford Cosworth      | John Player Team Lotus          | 1'50"04 | 17      |
| 18  | 28 | Mark Donohue          | Penske-Ford Cosworth     | Penske Cars                     | 1'50"15 | 18      |
| 19  | 6  | Jacky Ickx            | Lotus-Ford Cosworth      | John Player Team Lotus          | 1'50"94 | 19      |
| 20  | 22 | Alan Jones            | Hill-Ford Cosworth       | Embassy Racing with Graham Hill | 1'51"02 | 20      |
| 21  | 15 | Jean-Pierre Jabouille | Tyrrell-Ford Cosworth    | Elf Team Tyrrell                | 1'51"06 | 21      |
| 22  | 31 | Gijs van Lennep       | Ensign-Ford Cosworth     | HB Bewaking Team Ensign         | 1'51"21 | 22      |
| 23  | 30 | Wilson Fittipaldi     | Copersucar-Ford Cosworth | Copersucar-Fittipaldi           | 1'51"64 | 23      |
| 24  | 20 | François Migault      | Williams-Ford Cosworth   | Frank Williams Racing Cars      | 1'51"82 | 24      |
| 25  | 14 | Bob Evans             | BRM                      | Stanley BRM                     | 1'51"85 | 25      |
| 26  | 10 | Lella Lombardi        | March-Ford Cosworth      | Lavazza March                   | 1'52"97 | 26      |

## Gara

### Resoconto
Niki Lauda prese subito la guida della gara davanti a Jody Scheckter, James Hunt, Jochen Mass e Carlos pace. Dietro, Jean-Pierre Jarier fu autore di una partenza difficile, che penalizzò proprio il suo compagno di scuderia Tom Pryce che, nel tentativo di recuperare velocità dopo averlo passato, bruciò la frizione e fu costretto al ritiro. L'altro ferrarista, Clay Regazzoni, partito nono, già al termine del primo giro era risalito in sesta posizione. Nei quattro giri seguenti l'elvetico passò Pace, Mass, Hunt e Scheckter, portandosi in seconda posizione. Al settimo giro però un guasto al motore lo costrinse al ritiro.
Lauda proseguì così tranquillo in vetta alla gara, grazie anche a Scheckter che fungeva da "tappo" per il gruppo degli inseguitori, a causa di una infelice scelta aerodinamica. Il sudafricano venne comunque passato da Hunt all'ottavo giro. Al decimo giro Pace fu colpito da una foratura, e dovette andare al cambiogomme, precipitando in classifica.
Scheckter si trovò pressato da Jochen Mass, seguito a sua volta da Emerson Fittipaldi e Jean-Pierre Jarier. Con due lunghi, tra il 12 e 13º, Scheckter dette via libera alle due McLaren di Mass e Fittipaldi.
Al 22º giro Jarier fu autore di un bel sorpasso su Scheckter, e si trovò poi in scia a Fittipaldi, penalizzato da problemi alla sua vettura. Ora la classifica vedeva in testa Lauda, seguito da James Hunt, Jochen Mass, Emerson Fittipaldi, Jean-Pierre Jarier, Jody Scheckter. Subito dietro si trovavano Tony Brise, poi due piloti in grande rimonta, Mario Andretti e Patrick Depailler, dopo essere partiti undicesimo e diciannovesimo. Al 27º giro si ritirò Pace per un problema tecnico. Al 29º giro Andretti passò Brise, e due giri, dopo anche Scheckter, che venne sorpassato anche da Brise e, poco dopo, anche da Depailler.
Nella fase centrale della gara nella parte bassa della classifica Alan Jones, in duello con Ronnie Peterson e Carlos Reutemann, fece testacoda e rovinò uno pneumatico. Reutemann soffriva per problemi alle gomme e perse un giro, mentre John Watson uscì per un errore. Vittorio Brambilla si ritirò per un problema tecnico, mentre Wilson Fittipaldi fuse il motore.
Jochen Mass si stava, intanto, avvicinando rapidamente (fece segnare il primo gpv della sua carriera nel mondiale) a James Hunt e Niki Lauda. Fittipaldi invece poté resistere a un arrembante Jarier che, per un problema elettrico perse gran parte della potenza del suo motore. Ciò costò al francese negli ultimi giri diverse posizioni di classifica.
Lauda, pur avvicinato da Hunt e Mass, riuscì a concludere la gara in testa, conquistando la sesta vittoria della carriera. L'austriaco nella classifica piloti allargò il suo divario su Carlos Reutemann a 22 punti.

### Risultati
I risultati del gran premio sono i seguenti:
| Pos | No | Pilota                | Costruttore              | Giri | Tempo/Ritiri | Pos.Griglia | Punti |
| --- | -- | --------------------- | ------------------------ | ---- | ------------ | ----------- | ----- |
| 1   | 12 | Niki Lauda            | Ferrari                  | 54   | 1:40'18"84   | 1           | 9     |
| 2   | 24 | James Hunt            | Hesketh-Ford Cosworth    | 54   | + 1"59       | 3           | 6     |
| 3   | 2  | Jochen Mass           | McLaren-Ford Cosworth    | 54   | + 2"31       | 7           | 4     |
| 4   | 1  | Emerson Fittipaldi    | McLaren-Ford Cosworth    | 54   | + 39"77      | 10          | 3     |
| 5   | 27 | Mario Andretti        | Parnelli-Ford Cosworth   | 54   | + 1'02"08    | 15          | 2     |
| 6   | 4  | Patrick Depailler     | Tyrrell-Ford Cosworth    | 54   | + 1'07"40    | 13          | 1     |
| 7   | 23 | Tony Brise            | Hill-Ford Cosworth       | 54   | + 1'09"61    | 12          |       |
| 8   | 17 | Jean-Pierre Jarier    | Shadow-Ford Cosworth     | 54   | + 1'19"78    | 4           |       |
| 9   | 3  | Jody Scheckter        | Tyrrell-Ford Cosworth    | 54   | + 1'31"68    | 2           |       |
| 10  | 5  | Ronnie Peterson       | Lotus-Ford Cosworth      | 54   | + 1'36"02    | 17          |       |
| 11  | 21 | Jacques Laffite       | Williams-Ford Cosworth   | 54   | + 1'36"77    | 16          |       |
| 12  | 15 | Jean-Pierre Jabouille | Tyrrell-Ford Cosworth    | 54   | + 1'37"13    | 21          |       |
| 13  | 18 | John Watson           | Surtees-Ford Cosworth    | 53   | + 1 Giro     | 14          |       |
| 14  | 7  | Carlos Reutemann      | Brabham-Ford Cosworth    | 53   | + 1 Giro     | 11          |       |
| 15  | 31 | Gijs van Lennep       | Ensign-Ford Cosworth     | 53   | + 1 Giro     | 22          |       |
| 16  | 22 | Alan Jones            | Hill-Ford Cosworth       | 53   | + 1 Giro     | 20          |       |
| 17  | 14 | Bob Evans             | BRM                      | 52   | + 2 Giri     | 25          |       |
| 18  | 10 | Lella Lombardi        | March-Ford Cosworth      | 50   | + 4 Giri     | 26          |       |
| Rit | 8  | Carlos Pace           | Brabham-Ford Cosworth    | 26   | Trasmissione | 5           |       |
| Rit | 6  | Jacky Ickx            | Lotus-Ford Cosworth      | 17   | Freni        | 19          |       |
| Rit | 30 | Wilson Fittipaldi     | Copersucar-Ford Cosworth | 14   | Motore       | 23          |       |
| Rit | 9  | Vittorio Brambilla    | March-Ford Cosworth      | 6    | Telaio       | 8           |       |
| Rit | 11 | Clay Regazzoni        | Ferrari                  | 6    | Motore       | 9           |       |
| Rit | 28 | Mark Donohue          | Penske-Ford Cosworth     | 6    | Trasmissione | 18          |       |
| Rit | 16 | Tom Pryce             | Shadow-Ford Cosworth     | 2    | Trasmissione | 6           |       |
| NP  | 20 | François Migault      | Williams-Ford Cosworth   | 0    | Non parte    | 24          |       |

## Statistiche
Piloti
- 6ª vittoria per Niki Lauda
- 10° podio per Niki Lauda
- 1º giro più veloce per Jochen Mass
- Ultimo Gran Premio per François Migault

Costruttori
- 56° vittoria per la Ferrari
- 75ª pole position per la Ferrari

Motori
- 56ª vittoria per il motore Ferrari
- 75° pole position per il motore Ferrari

Giri al comando
- Niki Lauda (1-54)

## Classifiche

### Piloti
| Pos | Pilota             | Punti |
| --- | ------------------ | ----- |
| 1   | Niki Lauda         | 47    |
| 2   | Carlos Reutemann   | 25    |
| 3   | Emerson Fittipaldi | 24    |
| 4   | James Hunt         | 22    |
| 5   | Carlos Pace        | 18    |
| 6   | Clay Regazzoni     | 16    |
| 7   | Jody Scheckter     | 15    |
| 8   | Jochen Mass        | 14,5  |
| 9   | Patrick Depailler  | 12    |
| 10  | Mario Andretti     | 5     |
| 11  | Jacky Ickx         | 3     |
| 11  | Ronnie Peterson    | 3     |
| 13  | Mark Donohue       | 2     |
| 13  | Tom Pryce          | 2     |
| 15  | Jean-Pierre Jarier | 1,5   |
| 16  | Vittorio Brambilla | 1     |
| 16  | Tony Brise         | 1     |
| 18  | Lella Lombardi     | 0,5   |

### Costruttori
| Pos | Costruttori            | Punti |
| --- | ---------------------- | ----- |
| 1   | Ferrari                | 50    |
| 2   | Brabham-Ford Cosworth  | 36    |
| 3   | McLaren-Ford Cosworth  | 30,5  |
| 4   | Hesketh-Ford Cosworth  | 22    |
| 5   | Tyrrell-Ford Cosworth  | 20    |
| 6   | Lotus-Ford Cosworth    | 6     |
| 7   | Parnelli-Ford Cosworth | 5     |
| 8   | Shadow-Ford Cosworth   | 3,5   |
| 9   | Penske-Ford Cosworth   | 2     |
| 10  | March-Ford Cosworth    | 1     |
| 10  | Hill-Ford Cosworth     | 1     |